# António Bocarro

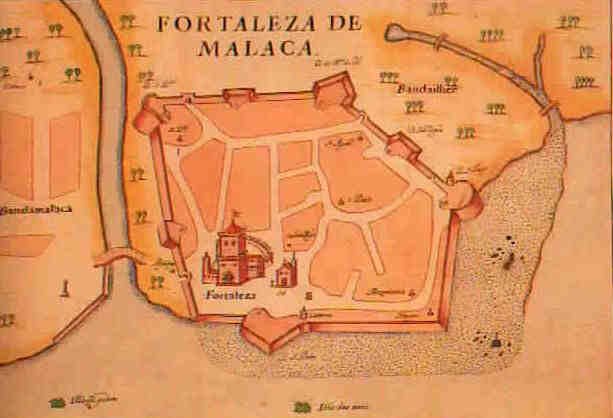
"Fortaleza de Malaca" (António Bocarro. Livro das Plantas de Todas as Fortalezas. 1635).

António Bocarro (1594? - 1642) foi um cronista e geógrafo português. Exerceu a função de cronista-geral do Estado Português da Índia tendo tido o cargo de guarda-mor da Torre do Tombo de Goa desde 1631.
Foi o responsável pelo prosseguimento das "Décadas da Ásia", principiadas por João de Barros e Diogo do Couto, até ao ano de 1617. Em sua obra destaca-se o manuscrito do "Livro das Plantas de Todas as Fortalezas" (1635), coordenado desde 1633 pelo Vice-rei do Estado da Índia, D. Miguel de Noronha, 4.º conde de Linhares, por ordem de Filipe III de Portugal, e que compreende as praças da África Oriental que se subordinavam ao Estado Português da Índia. Com ilustrações hoje atribuídas a Pedro Barreto de Resende, o original encontra-se depositado na Biblioteca Pública de Évora.
Era irmão de Manuel Bocarro Francês, filhos de de Fernão Bocarro, médico, na cidade de Lisboa e de Isabel Nunes, cristãos-novos. Passou a infância na cidade de Abrantes e recebeu o baptismo e uma educação de acordo com os cânones da religião cristã. Depois estudou no Colégio de Santo Antão de Lisboa (muito provavelmente na Aula da Esfera, onde eram aprendidas as matérias abordadas na sua obra).

## Obra
- 1634 — Descrição das Ilhas de Querimba
- 1635 — Livro das Plantas de todas as fortalezas, cidades e povoaçoens do Estado da Índia Oriental
- Década XIII da História da Índia. Publicada pela primeira vez em 1876, pela Academia Real da Sciencias de Lisboa, sob a direcção de Rodrigo José de Lima Felner, na Collecção de Monumentos ineditos para a história das conquistas dos portuguezes em Africa, Asia e America - tomo VI - 1a serie. Lisboa, Typographia da Academia Real das Sciencias.
- Livro das Monções